# Gonieolis typica
Gonieolis typica är en snäckart som beskrevs av Michael Sars 1859. Enligt Catalogue of Life ingår Gonieolis typica i släktet Gonieolis och familjen Gonieolididae, men enligt Dyntaxa är tillhörigheten istället släktet Gonieolis och familjen Goniaeolididae. Arten är reproducerande i Sverige. Inga underarter finns listade i Catalogue of Life.